# Cymbalophora posteripunctata
Cymbalophora posteripunctata är en fjärilsart som beskrevs av Franz Dannehl 1929. Cymbalophora posteripunctata ingår i släktet Cymbalophora och familjen björnspinnare. Inga underarter finns listade i Catalogue of Life.